# Dietrich Küchemann
Dietrich Küchemann CBE FRS FRAeS (Göttingen, 11 de setembro de 1911 — Farnham (Surrey), 23 de fevereiro de 1976 foi um aerodinamicista alemão, que contribuiu decididamente para o avanço do voo supersônico. Passou a maior parte de sua vida na Inglaterra, onde é reconhecido por seu trabalho no Concorde.

## Obras
- Störungsbewegungen in einer Gasströmung mit Grenzschicht (1938)
- Aerodynamics of Propulsion (1953)
- The Aerodynamic Design of Aircraft (1978)